# Галофре-и-Хименес, Балдомеро

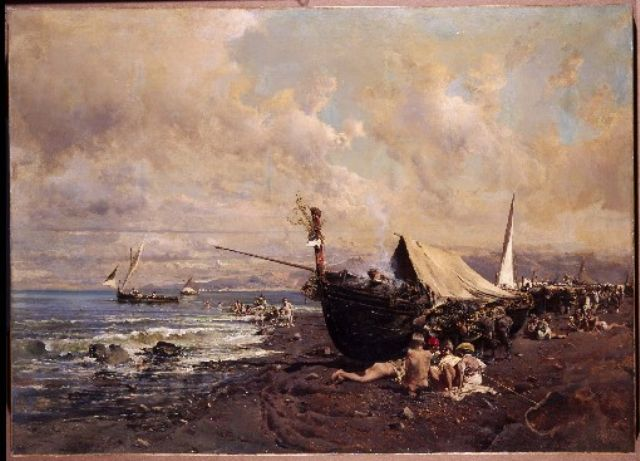
Бальдомер Галофре-и-Хименес Дети у рыбачьих барок близ Неаполя (1866)

Балдомеро Галофре-и-Хименес, Балдомер Галофре-и-Жименес (исп. Baldomero Galofré Jiménez, кат. Baldomer Galofre i Giménez, 24 мая 1845 — 26 июля 1902) — каталонский художник.

## Биография
Ещё в детстве Балдомера их семья переехала из Реуса в Барселону. Здесь будущий художник посещает занятия в Королевской академии изящных искусств Сант-Жорди, где его учителем был Рамон Марти-и-Альсина. Затем продолжил своё обучение в Мадриде. В 1866, в 1870 и в 1872 годах Галофре участвует в барселонской Выставке изящных искусств, в 1868 — в художественной выставке в Сарагосе. За свои акварели на выставке в Саламанке художник был удостоен серебряной медали.
В 1874 году Галофре уезжает в Италию, живёт в Риме, где посещает Академию художеств. Затем совершает поездку на юг Италии и пишет там ряд полотен (Posta de sol, Un carrer, Golf de Napols и Regates a Sorrento), после чего возвращается в Рим. В 1884 году художник вновь участвует в барселонской Выставке, а в 1890 году — в художественной выставке в Мадриде.
Галофре писал свои полотна в реалистическом стиле, лишь в его позднем творчестве чувствуется влияние импрессионистов. Тематика его произведений разнообразна — это и исторические полотна, и жанровая живопись, и «морская живопись». Рисовал как масляными красками, так и акварелью. Картины Галофре хранятся в крупнейших испанских и каталонских музеях — мадридском Музее современного искусства, барселонском Национальном музее искусства Каталонии и др. После смерти художника, в 1903 году в Городском музее изящных искусств Барселоны его картинам был отведён отдельный зал.
В России картины Галофре-и-Хименеса есть в коллекции Томского областного художественного музея.